# Khirbet et-Tannur

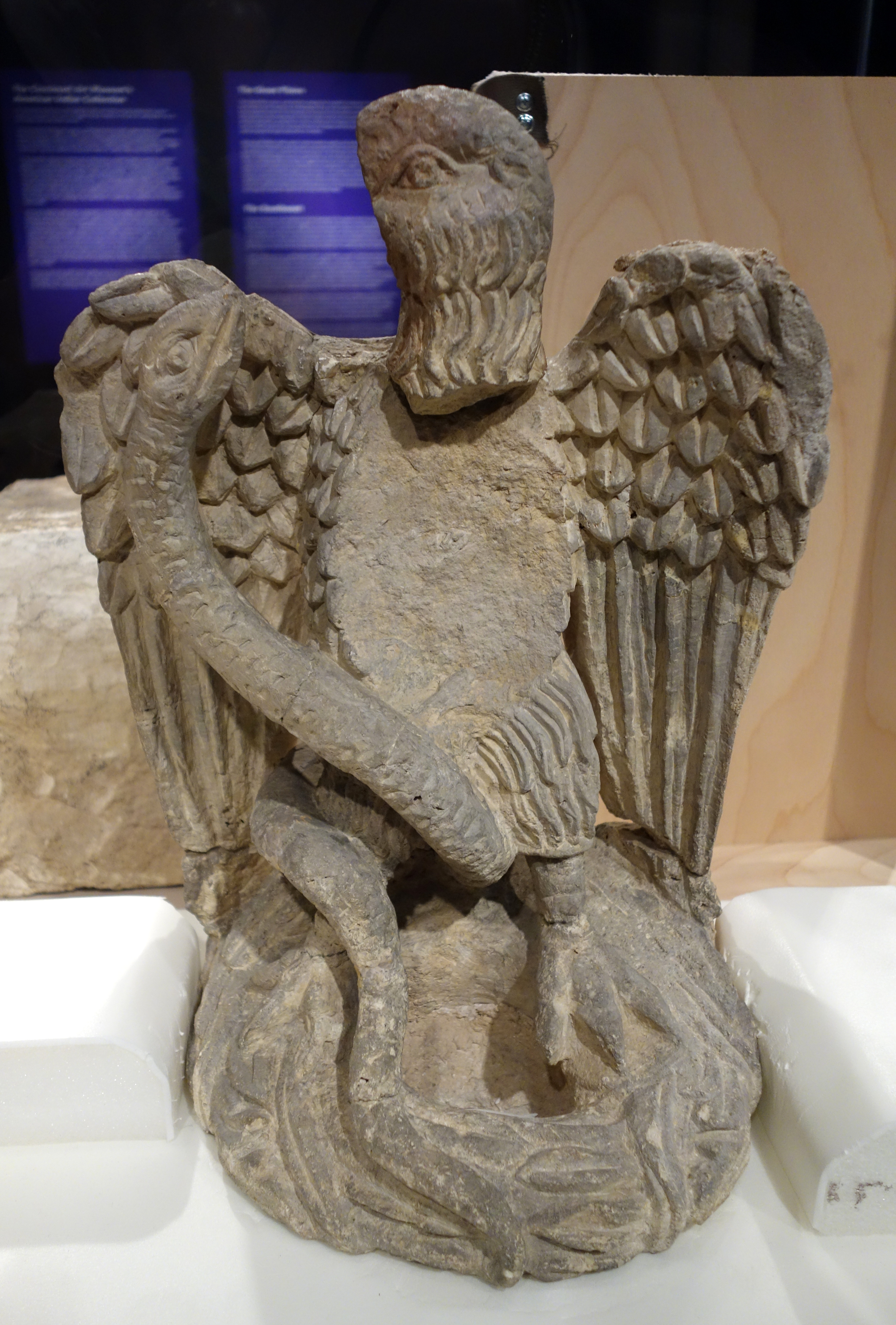
Escultura nabatea d'una lluita d'àguila i serp. Cincinnati Art Museum

Khirbet et-Tannur (àrab: خربة التنور, Ḫirbat at-Tannūr) és un antic temple d'un santuari nabateu que es troba a la part alta del turó de Jebel Tannur, al Uadi Hasa, uns 70 km al nord de Petra, a Jordània.
D'acord amb la iconografia de les estàtues de culte trobades, el temple sembla haver estat dedicat a la dea de la fertilitat Dèrceto i a Zeus-Hadad, o potser a altres déus propis amb aquesta forma, qüestió que encara està en estudi.
Hi ha sols una inscripció en què s'esmente una deïtat amb referència al déu edomita Qos, que era l'equivalent del déu àrab Quza, déu de les muntanyes, pluges i tempestes, i déu del cel.

## Història
Khirbet et-Tannur fou excavat el 1937 per l'arqueòleg nord-americà Nelson Glueck, llavors director de l'Escola Americana de Recerca Oriental de Jerusalem (Palestina), i el Departament d'Antiguitats de Jordània. No fou fins al 1965 quan Glueck en publicà Deities and Dolphins com a informe final.
Khirbet et-Tannur al principi era un santuari a l'aire lliure nabateu, amb un altar al cim d'un pujol aïllat. En el segle ii aC esdevingué un important centre de pelegrinatge, en què es retia culte a les seues deïtats i s'hi celebraven festes com l'inici d'any a la primavera o per agrair la collita. El temple s'amplià i s'hi va construir un temple religiós similar als d'altres regions nabatees, que conegué tres fases constructives.
La primera fase del temple és del voltant dels anys 8-7 abans de la nostra era, gràcies a una inscripció gravada en un petit bloc de pedra. La fase final fou datada per Glueck, observant les escultures i els trets arquitectòniques del temple i les sales annexes, cap a al voltant del primer quart del segle ii. Un estudi sobre les troballes de ceràmica, ossos d'animals i restes de plantes carbonitzades posa en relleu que va haver-hi enllaços socials creats per la pràctica de la consumició de menjar i beguda en àpats rituals. S'hi preparava i consumia part dels animals sacrificats, amb pa, coques, pastissos i vi.